# بيل هاريس (عازف جاز)
بيل هاريس (بالإنجليزية: Bill Harris)‏ هو عازف جاز أمريكي، ولد في 28 أكتوبر 1916 في فيلادلفيا في الولايات المتحدة، وتوفي في 21 أغسطس 1973 في فلوريدا في الولايات المتحدة.

## وصلات خارجية
- بيل هاريس على موقع ميوزك برينز (الإنجليزية)
- بيل هاريس على موقع أول ميوزيك (الإنجليزية)
- بيل هاريس على موقع ديسكوغز (الإنجليزية)